# Antiche unità di misura del circondario di Guastalla
Sono qui riportate le conversioni tra le antiche unità di misura in uso nel circondario di Guastalla e il sistema metrico decimale, così come stabilite ufficialmente nel 1877.
Nonostante l'apparente precisione nelle tavole, in molti casi è necessario considerare che i campioni utilizzati (anche per le tavole di epoca napoleonica) erano di fattura approssimativa o discordanti tra loro.

## Misure di lunghezza
| Comuni                                                          | Denominazione                  | Valore   | Unità |
| --------------------------------------------------------------- | ------------------------------ | -------- | ----- |
| Guastalla                                                       | Braccio mercantile             | 0,671025 | m     |
| Guastalla                                                       | Braccio agrimensorio           | 0,542604 | m     |
| Boretto, Brescello, Fabbrica, Campagnola Emilia, Rio, Novellara | Braccio mercantile di Reggio   | 0,641072 | m     |
| Brescello, Boretto                                              | Braccio agrimensorio           | 0,544670 | m     |
| Campagnola Emilia, Fabbrica, Novellara, Rio                     | Braccio agrimensorio di Reggio | 0,530898 | m     |
| Gualtieri                                                       | Braccio mercantile             | 0,638490 | m     |
| Gualtieri                                                       | Braccio agrimensorio           | 0,546736 | m     |
| Luzzara, Rolo, Reggiolo                                         | Braccio mercantile             | 0,637973 | m     |
| Luzzara, Rolo, Reggiolo                                         | Braccio agrimensorio           | 0,466860 | m     |
| Poviglio                                                        | Braccio mercantile             | 0,639500 | m     |
| Poviglio                                                        | Braccio da seta                | 0,587750 | m     |
| Poviglio                                                        | Braccio agrimensorio           | 0,545167 | m     |

Le braccia mercantili di Guastalla, Reggio, Gualtieri, Luzzara e quelle agrimensorie di Guastalla, Brescello, Reggio, Gualtieri, Luzzara e Poviglio si dividono in 12 once, l'oncia in 12 punti.
Il braccio mercantile e quello da seta di Poviglio si dividono in metà, terzi, quarti, ottavi, e sedicesimi.

## Misure di superficie
| Comuni                                      | Denominazione | Valore  | Unità |
| ------------------------------------------- | ------------- | ------- | ----- |
| Guastalla                                   | Biolca        | 3052,54 | m²    |
| Brescello, Boretto                          | Biolca        | 3075,83 | m²    |
| Campagnola Emilia, Fabbrica, Novellara, Rio | Biolca        | 2922,25 | m²    |
| Gualtieri                                   | Biolca        | 3099,20 | m²    |
| Luzzara, Reggiolo, Rolo                     | Biolca        | 3138,60 | m²    |
| Poviglio                                    | Biolca        | 3081,44 | m²    |

La biolca di Guastalla e quelle di Brescello, di Campagnola, di Gualtieri e di Poviglio si dividono in 72 tavole, la tavola in 12 dodicesimi.
La biolca di Luzzara si divide in 100 tavole, la tavola in 12 dodicesimi.

## Misure di volume
| Comuni                                      | Denominazione | Valore  | Unità |
| ------------------------------------------- | ------------- | ------- | ----- |
| Brescello, Boretto                          | Braccio cubo  | 161,585 | L     |
| Campagnola Emilia, Rio, Fabbrica, Novellara | Braccio cubo  | 149,635 | L     |
| Luzzara, Reggiolo, Rolo                     | Braccio cubo  | 101,756 | L     |
| Poviglio                                    | Braccio cubo  | 162,027 | L     |

Il braccio cubo di Brescello, come quello di Campagnola e quello di Luzzara, sì divide in 1728 once cube, l'oncia cuha in 1728 punti cubi.
Il braccio cubo di Poviglio e quello di Parma si dividono in 12 once di braccio cubo, l'oncia in 12 punti di Braccio cubo.

## Misure di capacità per gli aridi
| Comuni                           | Denominazione   | Valore   | Unità |
| -------------------------------- | --------------- | -------- | ----- |
| Guastalla                        | Sacco           | 114,6000 | L     |
| Boretto, Brescello, Novellara    | Sacco           | 119,4911 | L     |
| Campagnola Emilia, Fabbrica, Rio | Sacco           | 129,5989 | L     |
| Gualtieri                        | Sacco di Modena | 126,5004 | L     |
| Luzzara, Reggiolo, Rolo          | Sacco           | 103,8155 | L     |
| Poviglio                         | Staio di Parma  | 47,0400  | L     |

Il sacco di Guastalla si divide in 3 staia, lo staio in 4 quarti.
Il sacco di Reggio, usato in Boretto, Brescello e Novellara si divida in 2 staia, lo staio in 12 quartarole, la quartarola in 10 decimi.
Il sacco di Campagnola si divide in 4 mine, la mina in 4 quartarole.
Il sacco di Modena usato in Gualtieri si divide in 2 staia, lo staio in 2 mine, la mina in 4 quarte.
Il sacco di Luzzara si divide in 3 staia, lo staio in 4 quarte.
Lo staio di Parma usato in Poviglio si divide in 2 mina, la mina in 8 quartarole, la quartarola in 4 quartini.

## Misure di capacità per i liquidi
| Comuni                                                  | Denominazione | Valore  | Unità |
| ------------------------------------------------------- | ------------- | ------- | ----- |
| Guastalla                                               | Brenta        | 78,5124 | L     |
| Boretto, Brescello, Fabbrica, Gualtieri, Novellara, Rio | Brenta        | 75,8981 | L     |
| Campagnola Emilia                                       | Brenta        | 76,3590 | L     |
| Luzzara, Reggiolo                                       | Soglio        | 54,6818 | L     |
| Rolo                                                    | Misura        | 72,4257 | L     |
| Poviglio                                                | Brenta        | 71,6720 | L     |

Le brente di Guastalla e Poviglio si dividono in 72 boccali.
La brenta di Reggio, usata in Boretto ed altri comuni, quella di Campagnola, ed il soglio di Luzzara, si dividono in 60 Boccali.
La misura di Rolo si divide in 78 boccali.

## Pesi
| Comuni                                                           | Denominazione     | Valore  | Unità |
| ---------------------------------------------------------------- | ----------------- | ------- | ----- |
| Guastalla, Boretto, Campagnola Emilia, Rio, Brescello, Novellara | Libbra di Reggio  | 324,524 | g     |
| Fabbrica, Gualtieri                                              | Libbra di Milano  | 326,793 | g     |
| Luzzara, Reggiolo, Rolo                                          | Libbra di Mantova | 314,769 | g     |
| Poviglio                                                         | Libbra di Parma   | 328,000 | g     |

La libbra si divide in 12 once, l'oncia in 24 denari, il denaro in 24 grani.
Nelle città di Guastalla e Brescello si usava pure una libbra speciale degli orefici, eguale a grammi 234,9973.